# غلام (فیلم ۲۰۱۷)
غلام فیلمی به کارگردانی میترا تبریزیان، نویسندگی سیروس مسعودی و با بازی شهاب حسینی محصول سال ۲۰۱۷ است.
این فیلم اولین محصول مشترک ایران و بریتانیا می‌باشد که در لندن ساخته شده است.

## داستان
داستان فیلم «غلام» در لندن در سال ۲۰۱۱ میلادی روی می‌دهد و دربارهٔ یک راننده تاکسی ایرانی به نام غلام (شهاب حسینی)، است که شب‌ها کار می‌کند و هیچ علاقه‌ای به صحبت دربارهٔ گذشته‌اش ندارد. غلام با آنکه دو شغل دارد ولی نشان داده می‌شود که علاقه‌ای به پول و مادیات ندارد. او با آنکه رابطه خوبی با دایی‌اش ندارد ولی هر روز برای خوردن چیزی به کافه او می‌رود. مادر غلام در تلاش است که او را به خانه یعنی ایران بازگرداند ولی او هیچ تصمیمی برای برگشتن ندارد.